# Samembe
Samembe est un roi (mwami) du Rwanda qui régna au début du XVe siècle, après Ndoba. Il serait mort vers 1434 (+ ou - 16 ans).
Nsoro Samukondo lui succéda.